# Ficus iidaiana
Ficus iidaiana är en mullbärsväxtart som beskrevs av Alfred Rehder och E. H. Wils.. Ficus iidaiana ingår i släktet fikonsläktet, och familjen mullbärsväxter. Inga underarter finns listade i Catalogue of Life.